# Globule

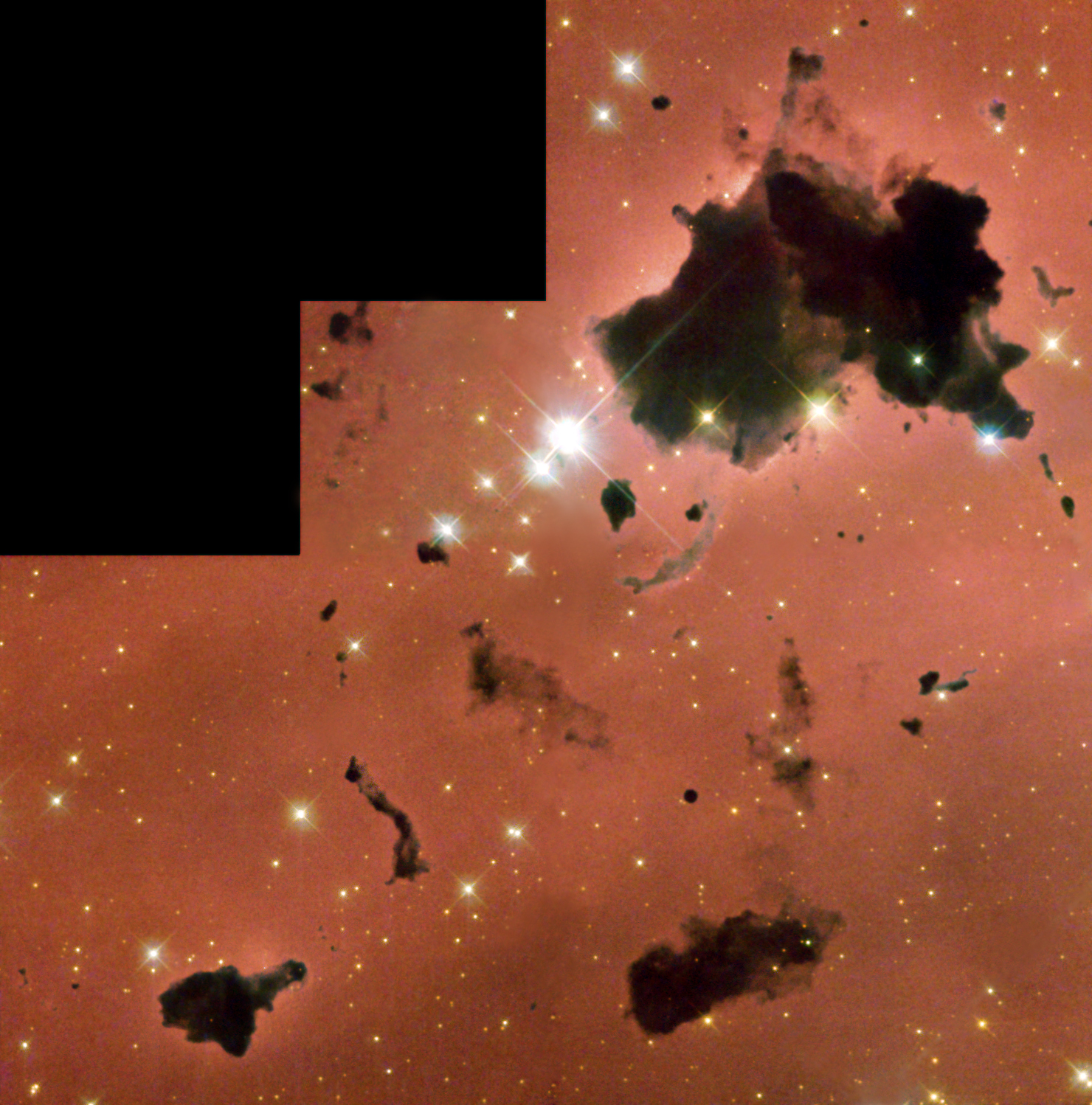
Globulen im H-II-Gebiet IC 2944, aufgenommen mit der Wide Field and Planetary Camera 2 des Hubble-Weltraumteleskops.

Globulen (lat. Kugeln) sind in der Astronomie räumlich eng begrenzte Teile von Molekülwolken, in denen Sternentstehung stattfindet.
Globulen erscheinen als dunkle Flecke vor dem Hintergrund eines Emissionsnebels oder vor dem Hintergrund der Sterne. Sie wurden von Bart Bok 1947 als ein Frühstadium der Sternentstehung vorgeschlagen und gelegentlich nach ihm Bok-Globulen genannt. Danach verdichten sich Protosterne im Inneren einer Globule immer weiter, bis sie heiß genug für die Kernfusion sind. Diese Vermutung wird durch hochauflösende Beobachtungen der bekannten Sternentstehungsgebiete unserer Galaxie (wie Orion- oder Adlernebel), z. B. mit dem Hubble-Weltraumteleskop, erhärtet.